# جایزه نوبل ادبیات ۲۰۲۲
جایزه نوبل ادبیات سال ۲۰۲۲ به نویسنده فرانسوی آنی ارنو (زاده ۱۹۴۰) «به خاطر شجاعت و تیزبینی بالینی که با آن ریشه‌ها، بیگانگی‌ها و محدودیت‌های جمعی حافظه شخصی را کشف می‌کند» اهدا شد.این جایزه در تاریخ ۶ اکتبر ۲۰۲۲ توسط آکادمی زبان سوئدی اعلام شد.ارنو شانزدهمین نویسنده فرانسوی، اولین زن متولد فرانسه و هفدهمین نویسنده زن بود که جایزه نوبل ادبیات را دریافت کرد.

## برنده جایزه
ارنو فعالیت ادبی خود را در سال ۱۹۷۴ با رمان «پاکسازی شده» (Les Armoires vides) که یک رمان زندگینامه‌ای بود، آغاز کرد. او خیلی زود در حرفه‌اش، از داستان‌نویسی روی برگرداند و به زندگی‌نامه‌نویسی متمرکز شد و تجربیات تاریخی و فردی را با هم ترکیب کرد. او در دیدگاه‌های مختلف خود، پیوسته زندگی‌ای را بررسی می‌کند که با نابرابری‌های شدید در رابطه با جنسیت، زبان و طبقه اجتماعی مشخص شده است. مسیر او به سوی نویسندگی طولانی و دشوار بود، و تمام آثارش به زبانی ساده نوشته شد. کتاب‌های او خوانندگان گسترده‌ای دارند و در بیشتر روزنامه‌های محلی و ملی فرانسه نقد و بررسی می‌شوند، همچنین موضوع بسیاری از مصاحبه‌ها و برنامه‌های رادیویی و تلویزیونی و حجم زیادی از ادبیات دانشگاهی بین‌المللی رو به رشد هستند. از آثار معروف او می‌توان به La Place ("مکان یک مرد"، ۱۹۸۳)، L'événement ("اتفاقی"، ۲۰۰۰)، Se perdre ("گم شدن"، ۲۰۰۱)، L'Occupation ("تصرف"، ۲۰۰۲) و Les Années ("سال ها"، ۲۰۰۸) اشاره کرد.

## اعلام جایزه

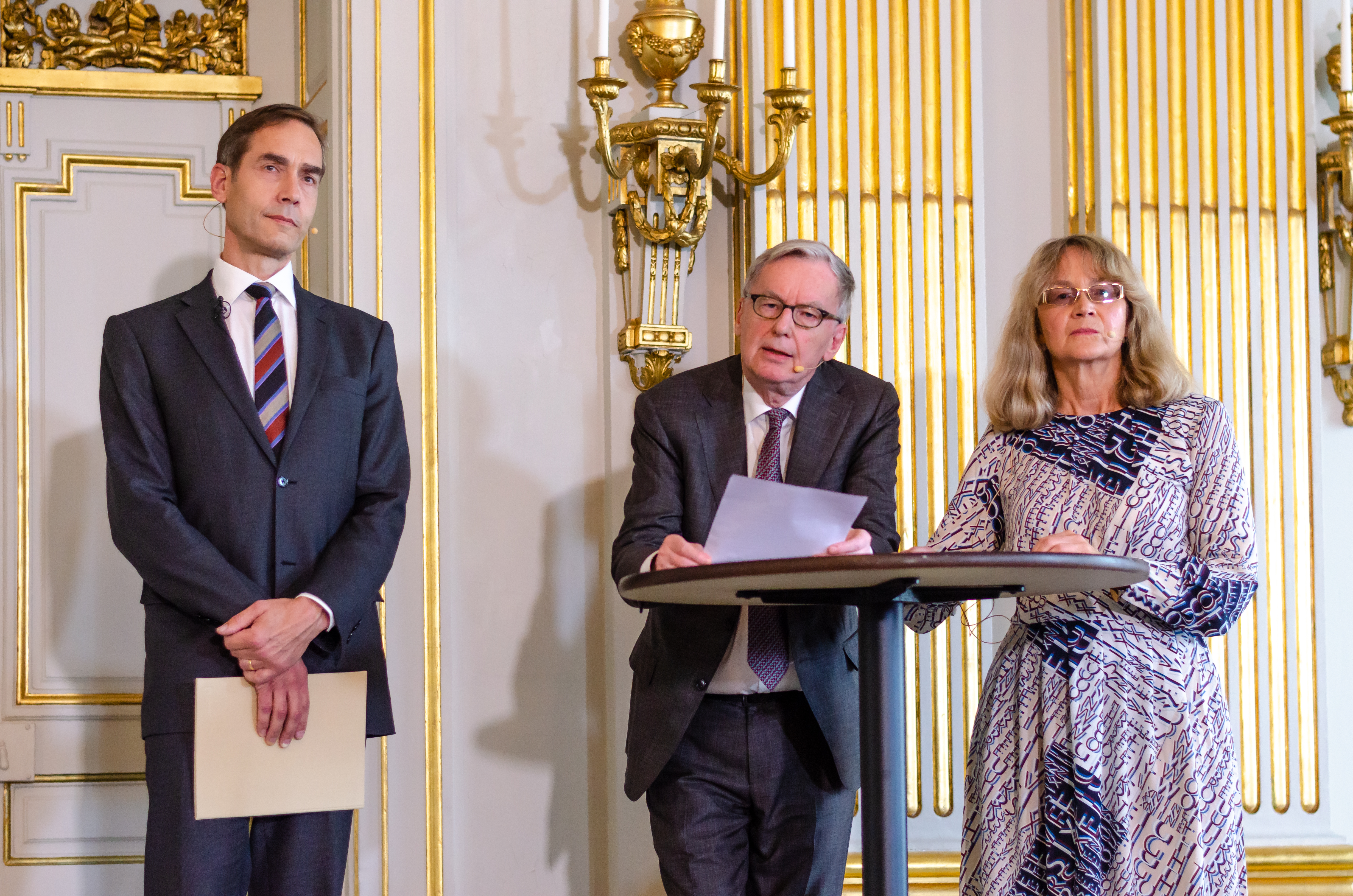
آندرس اولسون، رئیس کمیته، به همراه الن متسون، عضو کمیته و متس مالم، دبیر دائمی، در حال توضیح ویژگی‌های آنی ارنو برای برنده شدن جایزه نوبل ۲۰۲۲ هستند.

## واکنش‌ها

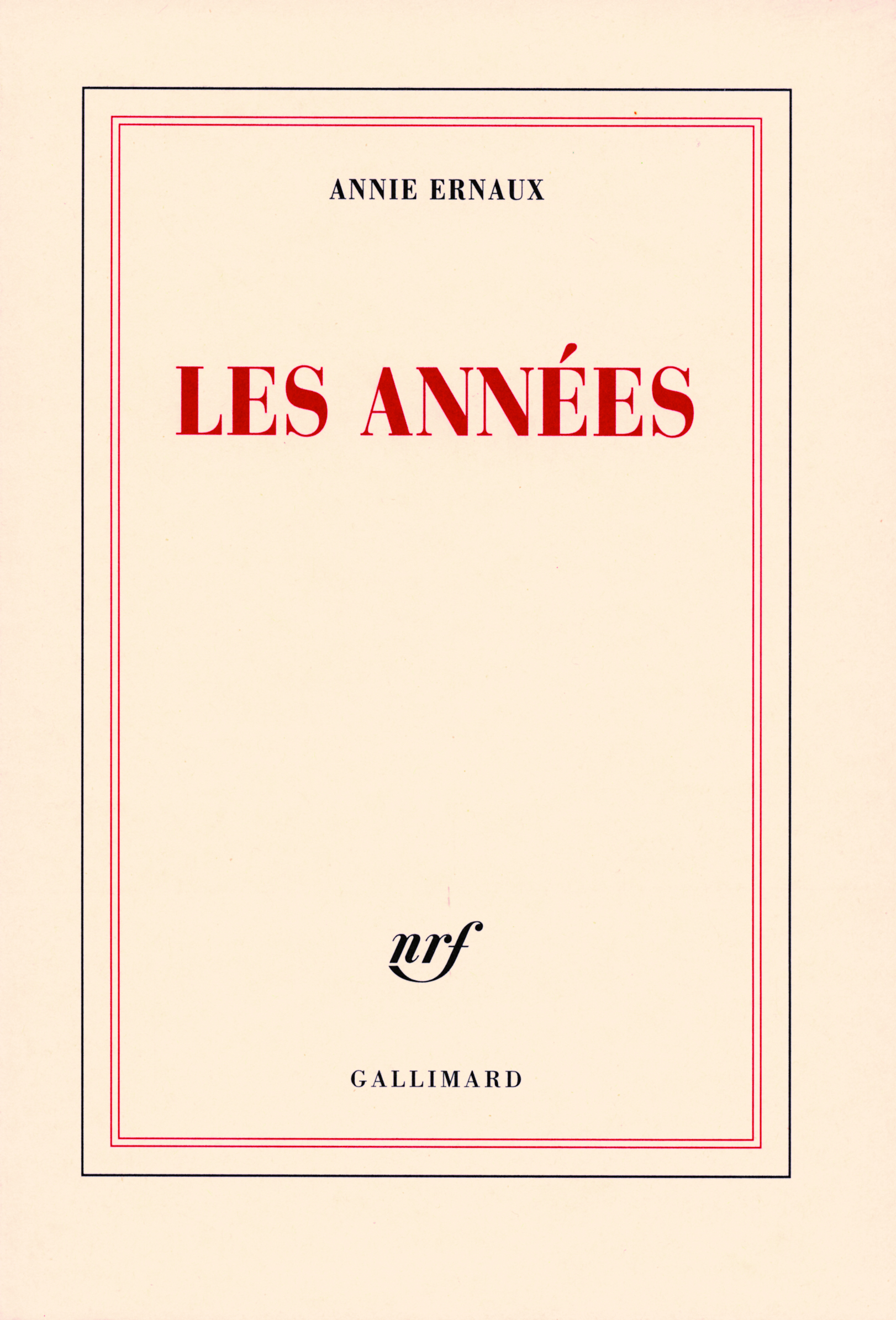
خاطرات ارنو سال‌ها (۲۰۰۸).

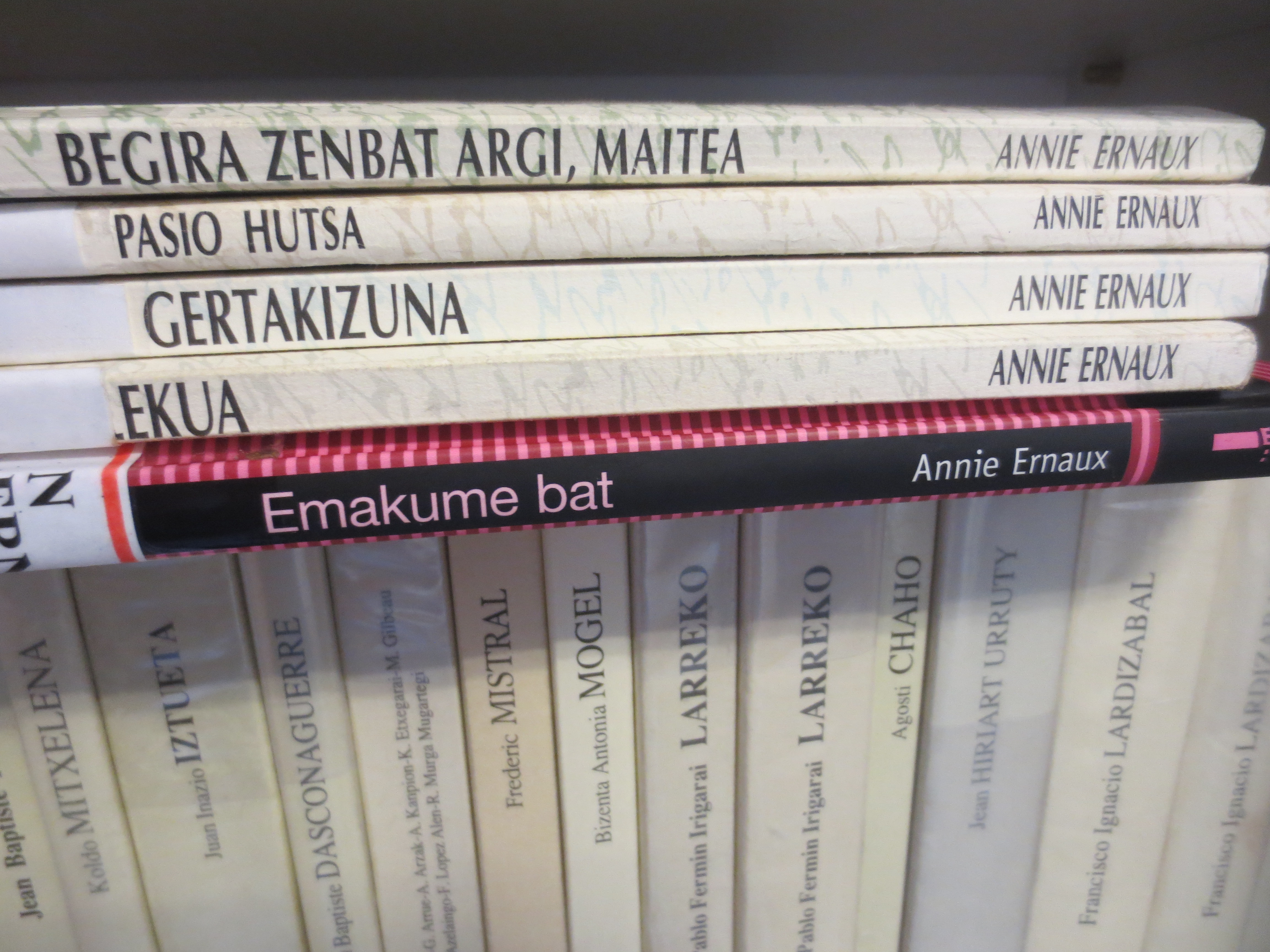
برخی از رمان‌های آنی ارنو که به زبان باسکی ترجمه شده‌اند.

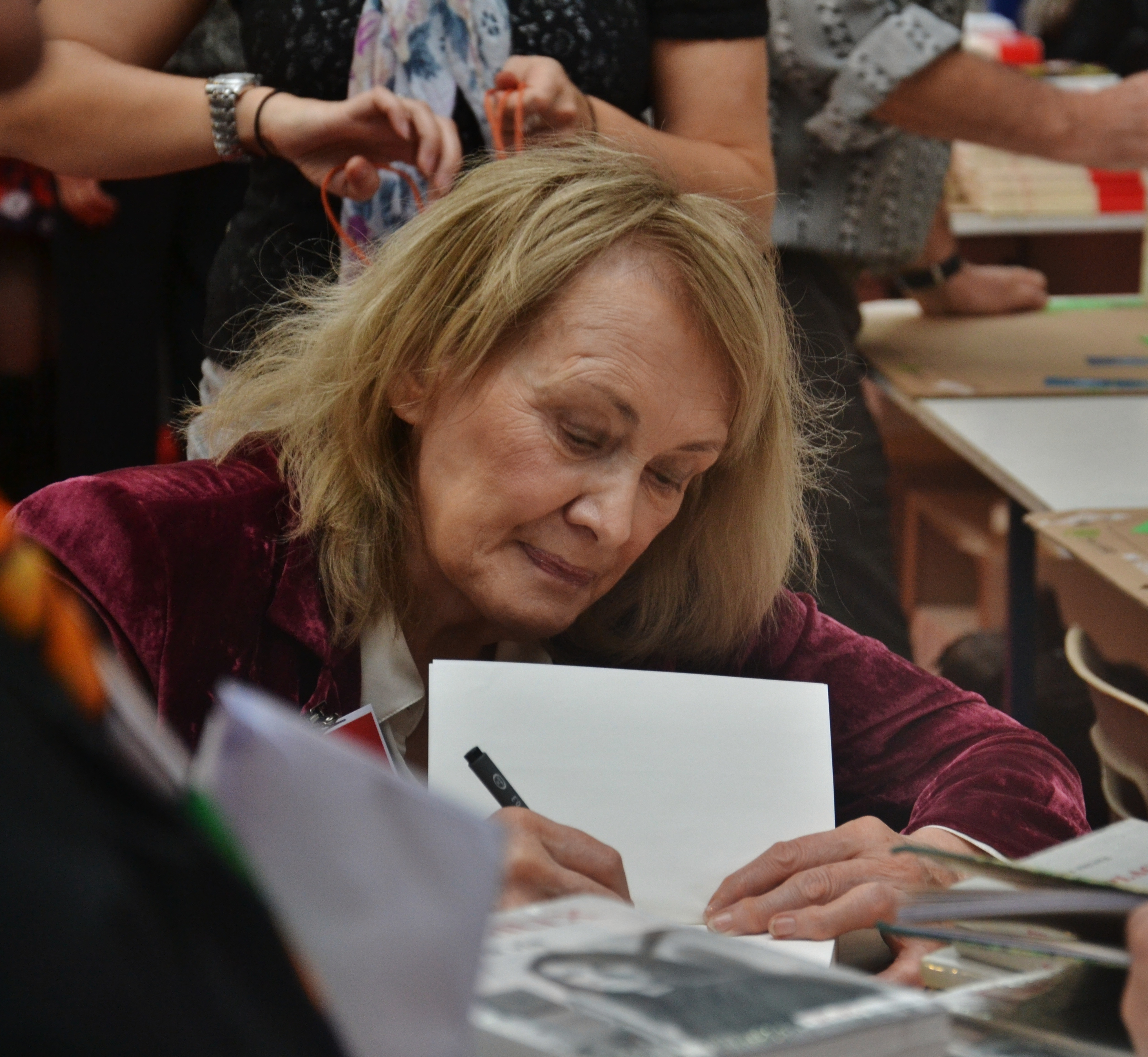
آنی ارنو در سی امین نمایشگاه کتاب Brive-la-Gaillarde.

## سخنرانی نوبل

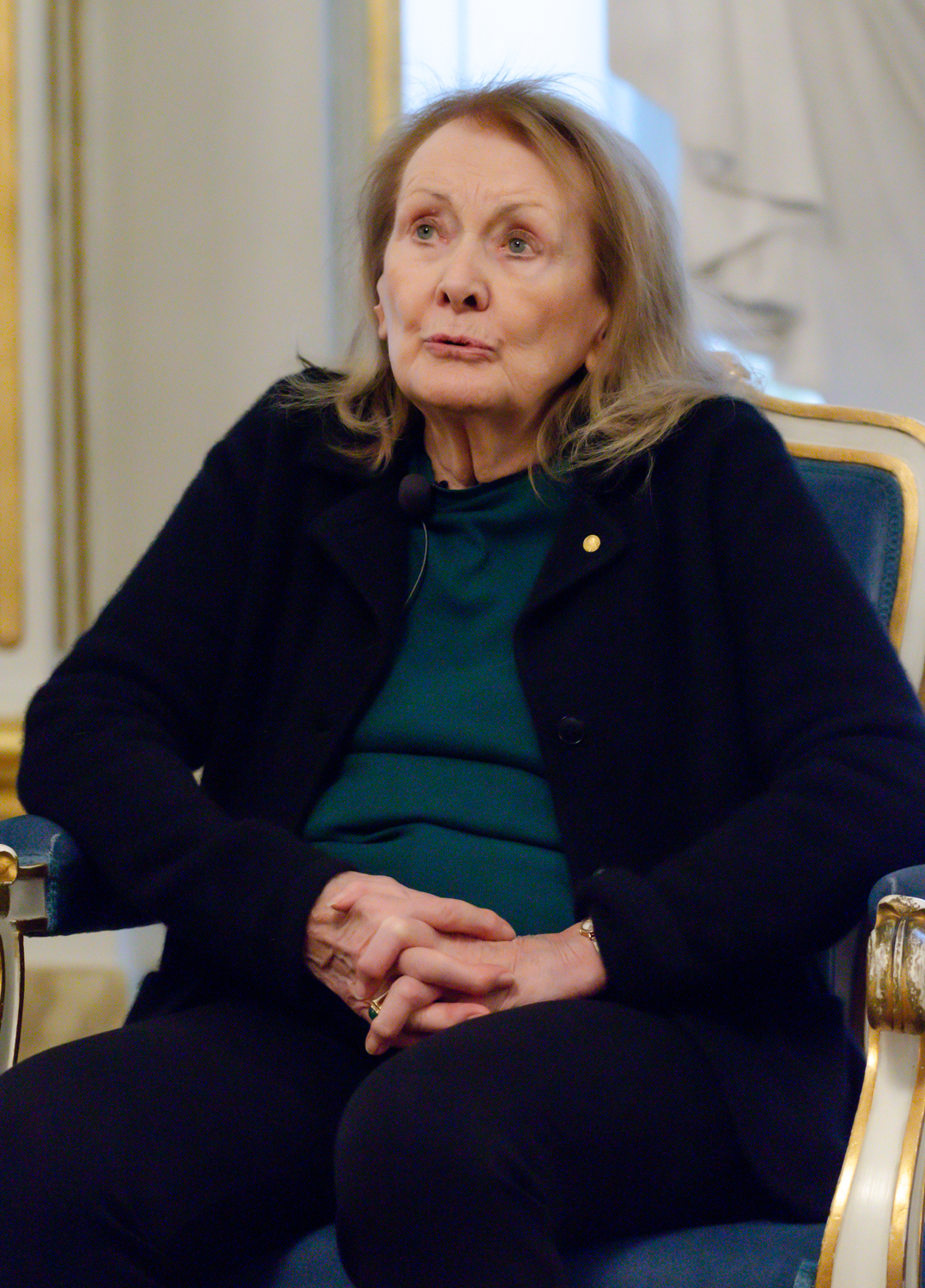
کنفرانس مطبوعاتی با آنی ارنو در ساختمان بورس اوراق بهادار استکهلم در آکادمی سوئد در استکهلم، ۷ دسامبر ۲۰۲۲.

## مراسم اهدای جوایز

### اهدای جایزه
ارنو در تاریخ ۱۰ دسامبر ۲۰۲۲ دیپلم و مدال نوبل خود را از کارل گوستاف شانزدهم، پادشاه سوئد، دریافت کرد. آندرش اولسون رئیس کمیته نوبل، او را نویسنده‌ای توصیف کرد که «زبان را وسیله‌ای برای زدودن غبار خاطره و چاقویی برای کشف واقعیت» می‌داند. او خاطرنشان کرد:
"نوشته‌های آنی ارنو مملو از احساسات و ابراز عواطف است، اما شور و اشتیاق در زیر سطح آن موج می‌زند. ارنو بی‌وقفه شرمی را که در تجربه طبقاتی نفوذ می‌کند، آشکار می‌کند… نگاه خیره و سبک ساده از ویژگی‌های اوست و او در مرتبط کردن درد خود با همه موفق است.

### سخنرانی ضیافت
ارنو در سخنرانی ضیافت خود در ساختمان شهرداری استکهلم در تاریخ ۱۰ دسامبر ۲۰۲۲ انجام داد و از آلبر کامو، برنده جایزه نوبل ادبیات ۱۹۵۷، تقدیر کرد. او در این سخنرانی گفت:
"در سال ۱۹۵۷، هفده ساله بودم که از رادیو شنیدم آلبر کامو جایزه نوبل ادبیات را در استکهلم دریافت کرده است؛ بنابراین، با ترکیبی از غرور و لذت، متوجه شدم که نویسندهٔ کتاب‌های بیگانه و انسان طاغی دو متنی که عمیقاً بر من تأثیر گذاشته بودند، به تازگی توسط بزرگترین داور تمایز جهان مورد تقدیر قرار گرفته است. اینکه شصت و پنج سال بعد، خودم را اینجا می‌بینم، مرا سرشار از حیرت و سپاسگزاری عمیق می‌کند. حیرت از رمز و رازی که مسیر زندگی و پیگیری نامطمئن و انفرادی نگارش آن ارائه می‌دهد. و سپاسگزاری از اینکه به من اجازه داده شد به کامو و دیگر نویسندگان، زنده و مرده، که آنها را تحسین می‌کنم، بپیوندم."

## سایر رویدادهای مرتبط با نوبل

### کمپین‌های نوبل برای سلمان رشدی

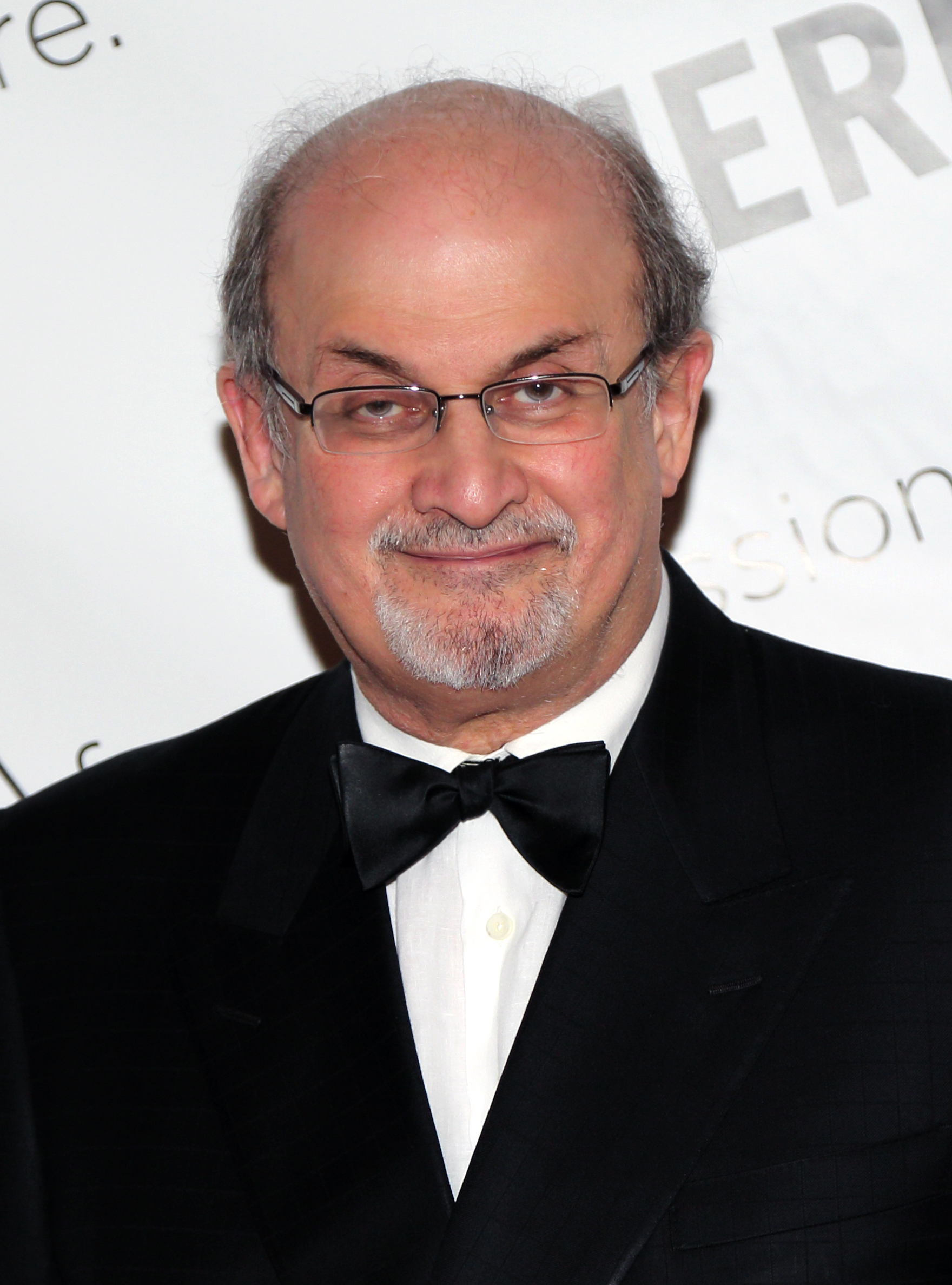
بر اساس سایت‌های شرط‌بندی آنلاین، سلمان رشدی نویسنده بریتانیایی، جزو بخت‌های اصلی دریافت جایزه نوبل ادبیات ۲۰۲۲ بود.

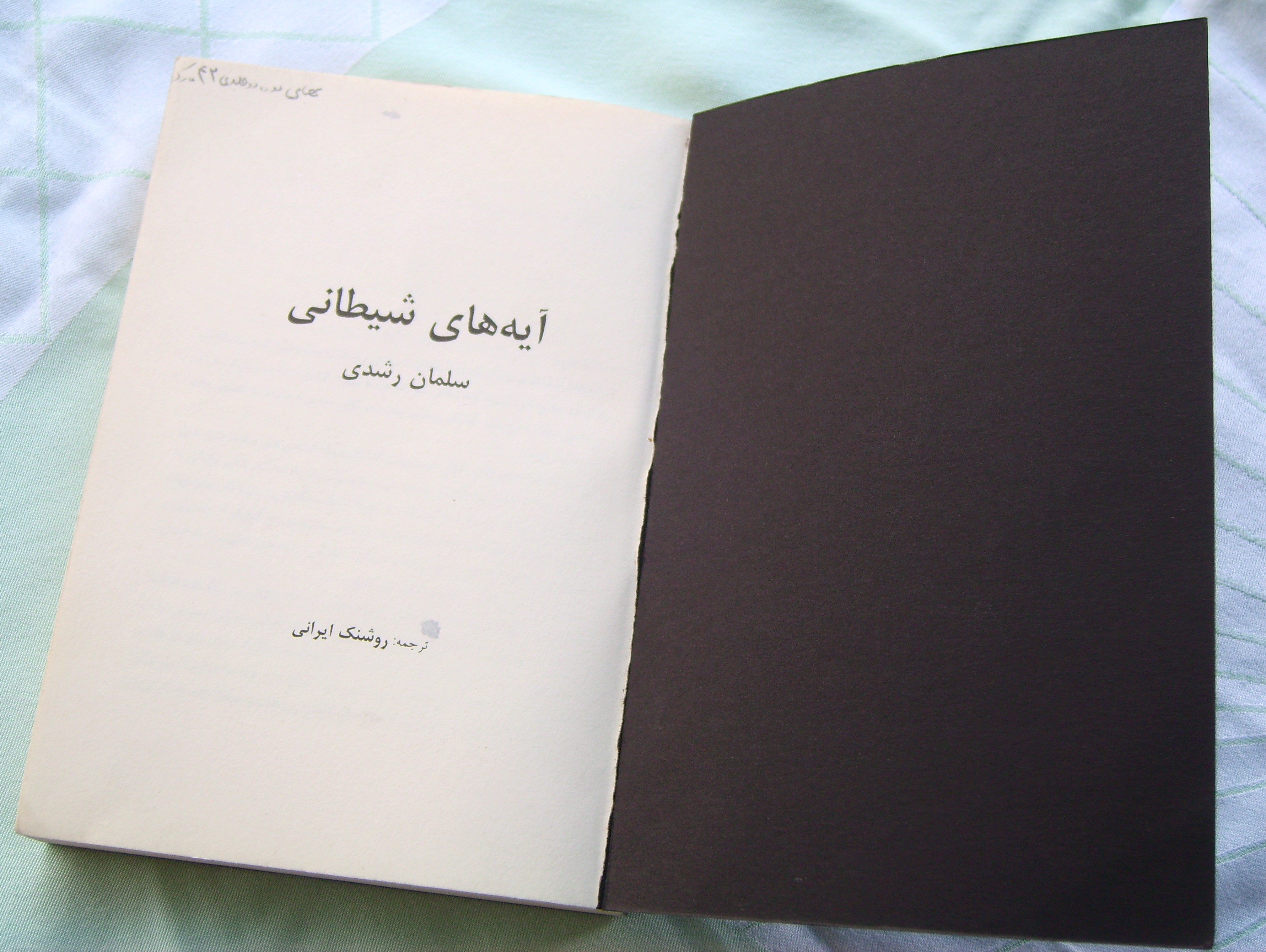
نسخه سامیزدات فارسی آیات شیطانی سلمان رشدی حدود سال ۲۰۰۰

پس از حمله به نویسنده بریتانیایی سلمان رشدی در تاریخ ۱۲ آگوست ۲۰۲۲، در حالی که او قصد داشت در مؤسسه چاتاکوآ در چاتاکوآ، نیویورک، ایالات متحده، سخنرانی عمومی انجام دهد، مؤسسات و انجمن‌های دانشگاهی متعددی توجه کمیته نوبل آکادمی زبان سوئدی را برای اعطای جایزه نوبل ادبیات امسال به او جلب کردند. در میان نویسندگانی که خواستار تقدیر از رشدی شدند، می‌توان به برنار-آنری لوی فیلسوف فرانسوی، فرانسواز نیسن، وزیر فرهنگ فرانسه، ایان مک‌یوون و نیل گیمن، نویسندگان بریتانیایی، کاوری نامبیسان و عادل جوساوالا، نویسندگان هندی، و مارگارت اتوود نویسنده کانادایی اشاره کرد، همچنین اتوود اعلام کرد: «اگر از آزادی بیان دفاع نکنیم، در استبداد زندگی می‌کنیم: سلمان رشدی این را به ما نشان می‌دهد.» دیوید رمنیک روزنامه‌نگار آمریکایی، توضیح می‌دهد که چرا رشدی شایسته جایزه نوبل است:
به‌عنوان یک هنرمند ادبی، سلمان رشدی به‌درستی شایسته دریافت نوبل است، و این شایستگی با نقش او به‌عنوان مدافعی بی‌تساهل از آزادی و نمادی از پایداری، دوچندان می‌شود. هیچ حرکت نمادینی نمی‌تواند موج تمامیت‌خواهی‌ای را که بخش زیادی از جهان را فرا گرفته، معکوس کند. اما آکادمی سوئد، پس از همه انتخاب‌های گیج‌کننده‌اش، این فرصت را دارد که با پاسخ‌دادن به زشتی حکم اعدام دولتی با شأن والای بالاترین جایزه‌اش، همه روحانیون، مستبدان و عوام‌فریبان — از جمله در کشور خودمان — را که برای تحریک پیروان‌شان آزادی انسان را قربانی می‌کنند، مورد سرزنش قرار دهد. همان‌طور که رنج رشدی به ما یادآوری می‌کند، آزادی بیان هرگز بدون هزینه به‌دست نیامده، اما این جایزه ارزش آن هزینه را دارد."
رشدیه به خاطر آثار ادبی خود شناخته شده است، مانند «فرزندان نیمه‌شب» (۱۹۸۱)، «آخرین نفس مغ» (۱۹۹۵)، «شالی‌مار دلقک» (۲۰۰۵) و «جوزف آنتون: خاطرات» (۲۰۱۲)، که شرحی از زندگی او پس از حوادث مرتبط با «آیات شیطانی» است.
پس از این حادثه رشدی تبدیل به نماد آزادی بیان در میان جامعه ادبی شده است.
پس از برنده شدن ارنو، بسیاری از هواداران رشدی و همچنین برخی از نویسندگان از عدم اعطای جایزه به رشدی علیرغم کمپین‌ها و درخواست‌ها، ابراز ناامیدی کردند. اگر در آینده فرصتی برای برنده شدن به او داده شود، او دومین هندی پس از رابیندرانات تاگور خواهد بود که این جایزه را دریافت می‌کند.

## اعضای کمیته نوبل
در سال ۲۰۲۲، کمیته نوبل آکادمی سوئد از اعضای زیر تشکیل شد:
| اعضای کمیته |       |                               |        |                        |                                        |
| شماره صندلی | تصویر | نام                           | انتخاب | موقعیت                 | حرفه                                   |
| ۴           |       | آندرش اولسون، (متولد ۱۹۴۹)    | ۲۰۰۸   | رئیس کمیته             | منتقد ادبی، مورخ ادبی                  |
| ۱۱          |       | متس مالم، (متولد ۱۹۶۴)        | ۲۰۱۸   | عضو وابسته، دبیر دائمی | مترجم، مورخ ادبی، ویراستار             |
| ۱۲          |       | پر وستبرگ، (متولد ۱۹۳۳)       | ۱۹۹۷   | عضو                    | رمان‌نویس، روزنامه‌نگار، شاعر، مقاله‌نویس |
| ۱۳          |       | آن سوارد، (متولد ۱۹۶۹)        | ۲۰۱۹   | عضو                    | رمان‌نویس                               |
| ۹           |       | الن متسون، (متولد ۱۹۶۳)       | ۲۰۱۹   | عضو                    | رمان‌نویس، مقاله‌نویس                    |
| ۱۴          |       | استیو سم-سندبرگ، (متولد ۱۹۵۸) | ۲۰۲۱   | عضو                    | روزنامه‌نگار، نویسنده، مترجم            |